# Karina Fissmann

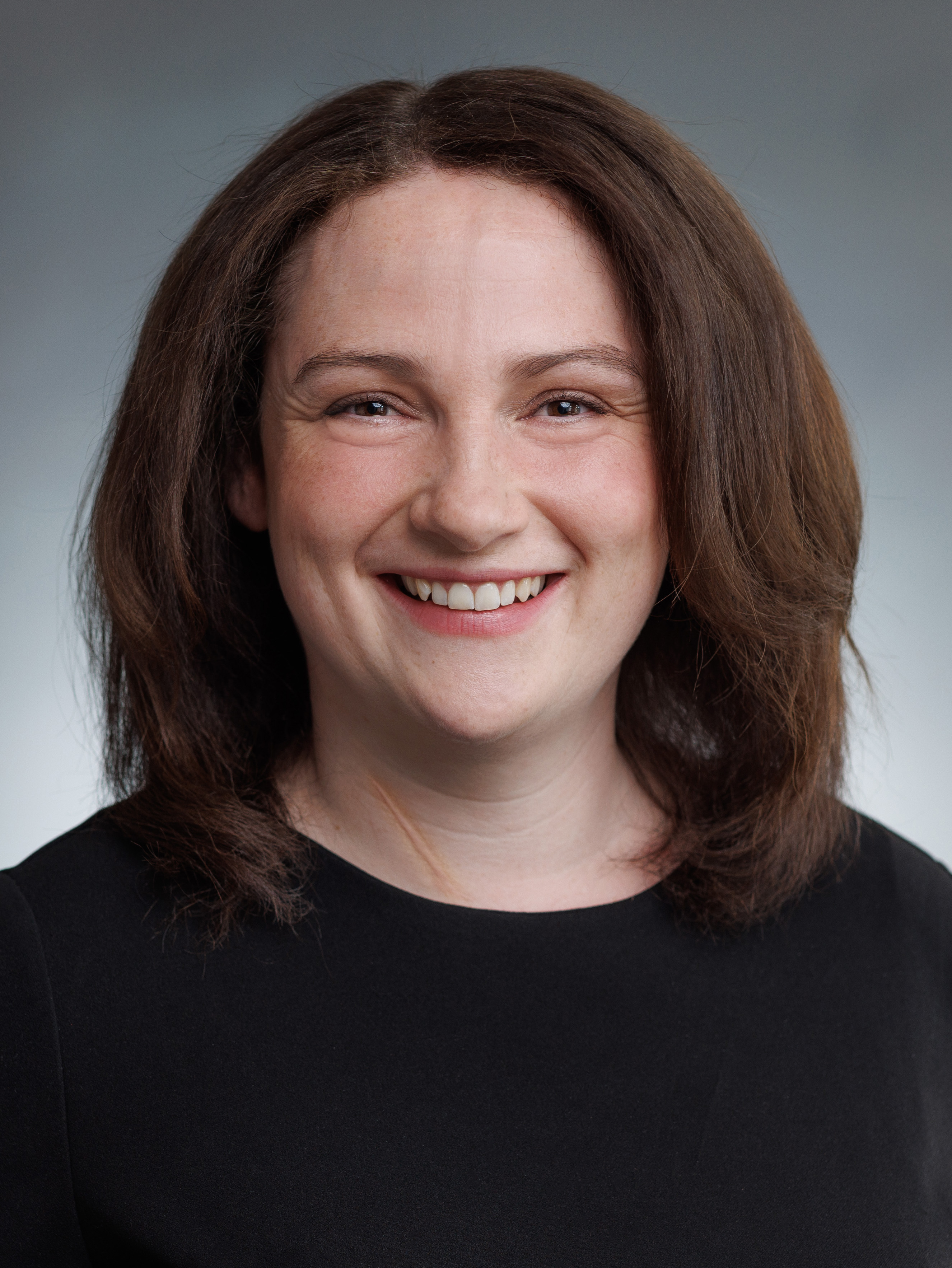
Karina Fissmann, 2022

Karina Fissmann (* 8. Januar 1987 in Eschwege) ist eine deutsche Politikerin (SPD). Sie ist seit 2019 Abgeordnete des Hessischen Landtages.

## Leben
Fissmann schloss an das Abitur 2006 eine Ausbildung beim Regierungspräsidium Kassel mit Studium zur Diplom-Verwaltungswirtin an. Seitdem ist sie im Regierungspräsidium beschäftigt. Fissmann trat 2009 in die SPD ein und wurde 2016 für ihre Partei in den Kreistag des Werra-Meißner-Kreises gewählt. Bei der Landtagswahl in Hessen 2018 erhielt sie ein Mandat im Hessischen Landtag. Bei der Landtagswahl 2023 zog sie erneut über die Liste in den Landtag ein.